# Kirk Wise
Pour les articles homonymes, voir Wise.
Kirk Wise est un réalisateur, scénariste, producteur et acteur américain né le 24 août 1963 à San Francisco.

## Filmographie

### comme réalisateur
- 1989 : Cranium Command une attraction Disney
- 1991 : La Belle et la Bête (Beauty and the Beast) avec Gary Trousdale
- 1996 : Le Bossu de Notre-Dame (The Hunchback of Notre Dame) avec Gary Trousdale
- 2001 : Atlantide, l'empire perdu (Atlantis: The Lost Empire) avec Gary Trousdale

### comme scénariste
- 1988 : Oliver et Compagnie (Oliver & Compagnie)
- 1994 : Le Roi lion (The Lion King)
- 2001 : Atlantide, l'empire perdu (Atlantis: The Lost Empire)

### comme producteur
- 1993 : L'Incroyable Voyage (Homeward Bound: The Incredible Journey)

### comme acteur
- 1989 : Cranium Command : Hypothalamus (voix)